# Ernesto Figueroa
Ernesto Figueroa (ur. 29 września 1935) – meksykański bokser, złoty medalista Igrzysk Ameryki Środkowej i Karaibów w Meksyku z roku 1954.

## Kariera
W 1954 roku Figueroa zajął pierwsze miejsce w kategorii koguciej na Igrzyskach Ameryki Środkowej i Karaibów, które rozgrywane były w Meksyku. W półfinale Meksykanin pokonał na punkty Dominikańczyka Euclidesa Felixa. W walce o złoty medal pokonał na punkty reprezentanta Kuby Sergio Cárdenasa.
W latach 1954–1960 był aktywnym bokserem zawodowym. Jako zawodowiec łącznie stoczył 54 pojedynki, wygrywając 38 z nich.